# Opéra

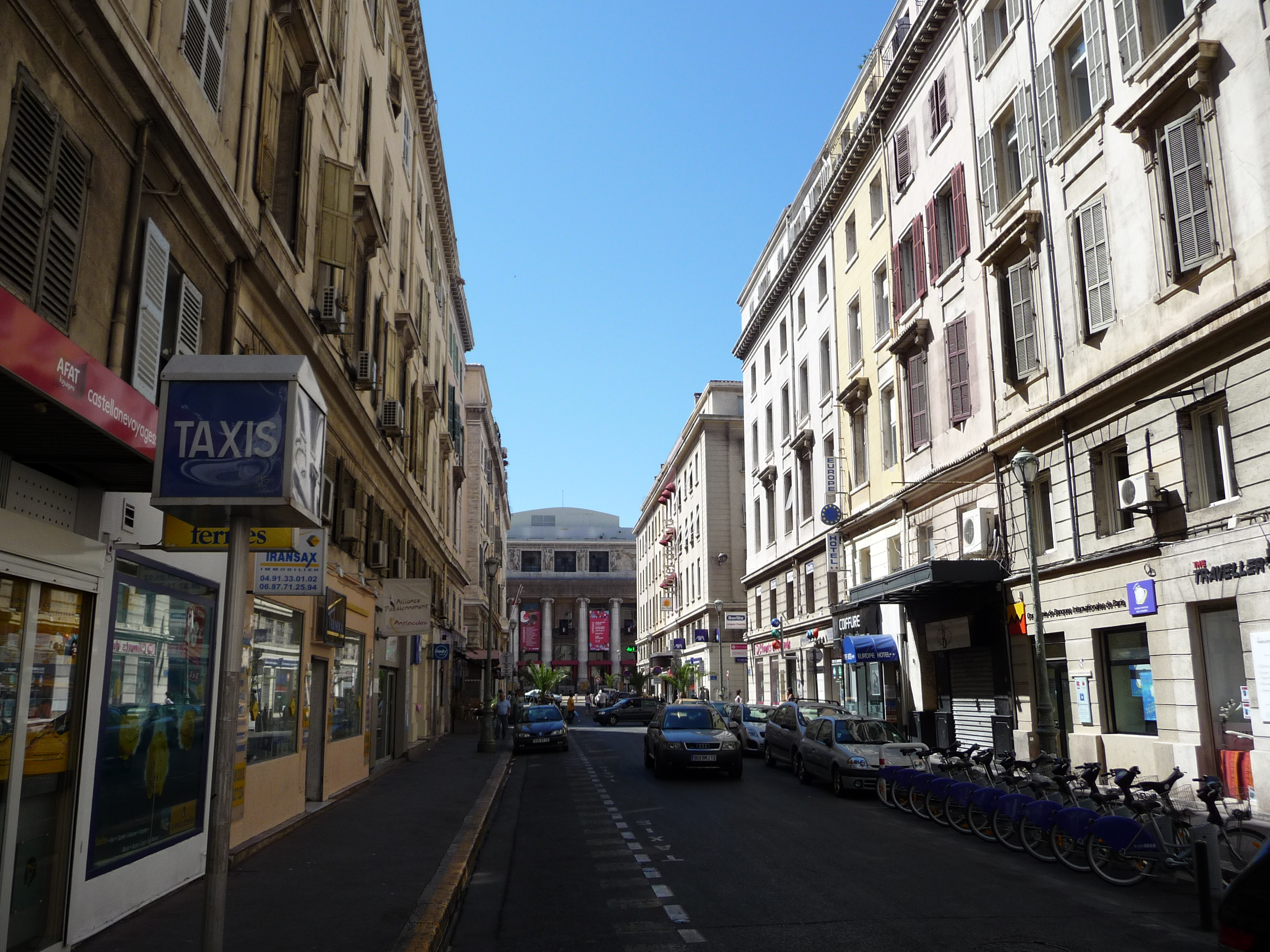
Vy söderut längs Rue Beauvau mot operahuset.

Opéra är en stadsdel (quartier, "kvarter") i 1:a arrondissementet i centrala Marseille. Stadsdelen har sitt namn efter Operan som ligger i stadsdelen och utgörs av kvarteren omkring den sydöstra delen av Marseilles gamla hamn. I öster avgränsas stadsdelen av den stora shoppinggatan Rue Saint-Ferréol, i söder av Rue Grignan, i väster av Rue Fort Notre-Dame och i norr av hamnbassängen och huvudgatan Canebière.